# Municipio de Teabo
El municipio de Teabo es uno de los 106 municipios del estado mexicano de Yucatán. Su cabecera municipal es la localidad homónima de Teabo.

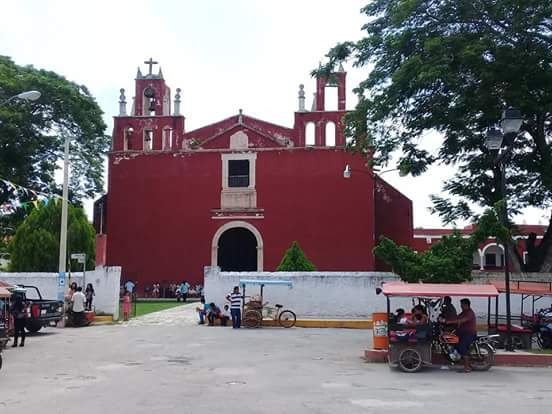
Teabo, Yucatán

## Toponimia
El nombre del municipio, Teabo, significa en lengua maya tu aliento, por derivar de los vocablos Te, tu y boc, aliento, perfume.

## Colindancia
El municipio de Teabo colinda al norte con Mayapan y Chumayel, al sur con Tekax, al oriente con Cantamayec y Tixméhuac y al occidente con Maní y el municipio de Akil.

## Datos históricos
- En la época prehispánica perteneció al cacicazgo de Tutul Xiú.
- Después de la Conquista de Yucatán, se puso bajo el régimen de las encomiendas, entre las que se puede mencionar la de María Josefa Quijano y Ávila y la de María Francisca de Aguirre en 1753.
- La evolución de la población comienza en 1821, cuando Yucatán se declara independiente de España.
- 1825: Teabo pasa a formar parte del Partido de la Sierra Baja, y tiene como cabecera a Mama.
- 1876: El pueblo de Teabo adquiere el título de Villa.
- 1924: Por medio del Decreto 144 publicado en el Diario Oficial, Teabo deja de tener la categoría de Villa, adquiere el rango de municipio libre.
- De Teabo procede uno de los libros del Chilam Balam, el denominado libro de Nah.

## Economía
El municipio tiene una economía que se basa en la agricultura. El cultivo del maíz, del frijol, la calabaza, los chiles, es la actividad primordial. Se cultiva también el pepino y otras hortalizas.
Las actividades pecuarias son también importantes, en especial la cría de porcinos y bovinos.

## Atractivos turísticos
- Arquitectónicos: El exconvento y parroquia en honor de San Pedro y San Pablo, que data de la época de la Colonia. Hay también dos capillas, una en la cabecera, construida en el siglo XVIII en honor de San Esteban; y otra construida en el siglo XVII.

- Arqueológicos: Hay vestigios mayas en la jurisdicción de la cabecera y en la localidad de Chacchob.

- Fiestas populares:
  - Del 28 de abril al 3 de mayo en honor a la Santa Cruz.
  - Del 27 de julio en honor a San Pedro y San Pablo:
  - Del 8 al 12 de diciembre en honor de la Virgen de Guadalupe, patrona de la población.

En las tres se realizan procesiones y vaquerías